# Сонет
Сонетът (на италиански: sonetto; на окситански: sonet; на латински: sonus – звук) е вид традиционна поетична (стихотворна) форма, която означава кратка песен. Сонетът представлява кратка поема от четиринадесет стиха, образувани от 2 четиристишия и 2 тристишия със стриктна рима и логическа структура. Прието е към тази група да се отнасят и сонетите на Шекспир, които са 3 четиристишия и финално двустишие (т.нар. „сонетен ключ“). Подобна на шекспировата, е структурата на стихотворението „Унес“ на Елисавета Багряна.
За първи път сонетът се появява в Сицилия при двора на Фридрих II, като Джакомо да Лентини се счита за негов създател. Той пише 250 сонета. Други известни автори на сонети са Петрарка и Микеланджело. Във Франция автори на сонети са Пиер дьо Ронсар, Бодлер и Стефан Маларме, а в Русия Александър Пушкин („Евгени Онегин“) и Михаил Лермонтов.